# Безымянка (район)
Безымянка — крупный промышленный и жилой массив, расположенный в юго-восточной части города Самара, в окрестностях железнодорожной станции Безымянка . Административно входит в Кировский, Промышленный и Советский районы города.

## История
В конце 19 века в данную местность был перенесён из Запанского посёлка города Самары испытательный полигон (стрельбище) Трубочного завода.
Первое упоминание о разъезде Безымянка было в смете на строительные работы Оренбургской железной дороги в 1884 году.
В 1903 году основан разъезд «Безымянка» Самаро-Златоустовской железной дороги, названный по имени протекавший вблизи него маленькой речки.. По другой версии, название «Безымянка» разъезд получил в связи с тем, что располагался в степи за пределами города Самара, по соседству не имелось населённых пунктов или других географических ориентиров.
При разъезде возник небольшой посёлок железнодорожников, который постепенно расширялся за счёт дачных участков. Вскоре разъезд получил статус станции.
В 1912—1916 годах вблизи разъезда построен Самарский железнодорожно-ремонтный завод («Сажерез»). В 1922 году создан кооператив железнодорожников «Сад-город», что обусловило дальнейшее развитие жилой застройки в районе станции «Безымянка». В августе 1932 года завод «Сажерез» был реконструирован, построены и введены в строй новые корпуса, в 1935 году стал называться Куйбышевским заводом запасных частей (КЗЗЧ) имени Валериана Куйбышева. Численность персонала достигла около двух тысяч человек, завод выпускал паровозные и вагонные рессоры, буксы, оси, пружины и другие детали. Разъезд Безымянка был преобразован в станцию.
В 1939 году был создан Молотовский район города Куйбышева, Безымянка вошла в состав города.
Безымянка как крупный промышленный узел получила развитие в 1940 году, в связи с началом строительства в этом районе города авиационных заводов и Безымянской ТЭЦ и созданием вблизи станции Управления особого строительства НКВД СССР и Безымянлага. Многие промышленные и жилые объекты на Безымянке были построены силами заключённых Безымянлага, существовавшего с 1940 по 1946 годы.
В соответствии с постановлением Правительства СССР от 17 сентября 1939 г. № 346с в 3 км от станции Безымянка запланировано было построить самолётостроительный завод № 122 НКАП. Проект строительства был подготовлен к концу 1940 г. По приказу № 262сс от 22.03.1941 г. завод передан в 10-е Главное управление Наркомата авиационной промышленности (НКАП).
6 августа 1940 года Комитет Обороны при СНК СССР выпустил постановление о начале строительства в районе станции Безымянка на Безымянской и Падовской площадках трёх новых авиационных заводов (самолётостроительные — № 122 и 295 и моторостроительный — № 337). Пуск заводов планировался на конец 1941 года — весну 1942 года. Проектная суммарная мощность заводов предусматривала ежегодный выпуск 2700 цельнометаллических боевых самолётов и 11000 авиационных двигателей. Потребность в строительных рабочих планировалась в размере: 1940 год — 40 тыс. чел., 1941 год — 120 тыс. чел.; потребность в рабочих заводов оценивалась в 75 тыс. чел. Одновременно с заводами планировалось построить сеть железнодорожных и шоссейных дорог, водопровод, канализацию и теплосеть. К июню 1941 года были построены фундаменты и стены цехов авиазаводов, цементный завод и Безымянская ТЭЦ.
Летом 1941 года, после начала Великой Отечественной войны, на территорию Безымянки эвакуированы авиазаводы и другие промышленные предприятия из городов центра и запада европейской части СССР:
- В июле 1941 года на площадку завода № 122 эвакуированы заводы № 35 из Смоленска[5], № 89 (филиал завода № 1), № 453 (г. Каунас), № 463 (г. Таллинн), № 464 (г. Рига), № 483 (г. Киев) и по приказу № 705с от 17.07.1941 г. влиты в состав завода № 122.
- В конце июля на территории артели «Ход» Куйбышевского Обллеспромхоза были размещены эвакуированные из Киева заводы Наркомата авиационной промышленности № 454 и 455.
- В начале августа на площади завода № 122 был эвакуирован из Днепропетровска завод оснастки № 8 .
- В конце августа на площади завода № 337 были эвакуированы заводы № 181 и 103 Наркомсудпрома.
- По приказу № 984с от 16.09.1941 г. в состав завода № 122 влит завод № 8 ОАП из Днепропетровска.
- В октябре 1941 года из Москвы эвакуирован завод № 305 НКАП, размещён на площади бытовок строящегося завода № 295. На площади завода № 122 были эвакуированы Московские мебельные фабрики № 3 и 6.
- В октябре 1941 года по приказу НКАП № 1053сс от 09.10.1941 г. завод № 1 был эвакуирован из Москвы на площадку строящегося авиационного завода № 122. Приказом № 1084сс от 28.10.1941 г. слиянием заводов № 122 и № 1 образован и вступил в строй единый завод № 1 НКАП, в который также вошли заводы № 89 и № 483 7-го Главного управления НКАП.[6]
- В начале ноября прибыли из Москвы завод № 145 НКАП (размещён на площади завода № 455) и завод № 487 (на площади заводов № 454 и 455).
- В декабре 1941 года заводу № 295 было передано оборудование и персонал эвакуированных Воронежской мебельной фабрики «Красный деревообделочник» и Борского деревообделочного комбината. На территории этого же завода размещён завод № 35, эвакуированный из города Ступино.

10 декабря 1941 года взлетел первый самолёт (Ил-2), выпущенный на безымянской площадке (авиазаводом № 1).
В октябре 1941 года было развёрнуто строительство двух жилых городков каждый на 7 тысяч человек каждый из деревянных бараков облегчённой конструкции. 30 тысяч квадратных метров жилой площади было передано заводам за счёт лагерных бараков Безымянлага.
Для транспортного обеспечения Безымянки в июне 1942 года из Москвы, городов Ростовской, Горьковской, Рязанской, Ивановской, Саратовской и Кировской областей, Краснодарского края, Чувашской и Башкирской АССР прибыло 60 трамвайных вагонов и 60 автобусов.
С конца 1941 года до начала 1943 года Куйбышев принял свыше 250 000 эвакуированных, значительная часть из которых была размещена на Безымянке. Уже в 1941 году были построены несколько кварталов двухэтажных домов (в границах современных улиц Победы, Воронежской, Юных Пионеров и проспекта Кирова).
В конце 1941 года — начале 1942 года были сданы в эксплуатацию трамвайные пути протяжённостью 8,7 км, соединявшие Куйбышев с Безымянкой, закончено строительство Чёрновского шоссе длиной 10,6 км (ныне улица Гагарина).
 В конце 1941 года официально открыто движение трамваев (маршрут № 3) от улицы Полевой до 4-го района Управления особого строительства (район современной площади Кирова). От конечной остановки трамвая до авиационных заводов (около 2 километров) работники шли пешком.
13 марта 1942 года был образован Кировский район города Куйбышева, включающий территорию Безымянки. Строительство новой трамвайной линии внутри Безымянки — от кольца 3-го маршрута по Кировскому и Заводскому шоссе до промплощадки завода № 18 (современная остановка «Юнгородок») было завершено в июле 1943 года. В 1942 году на Безымянке начали работать три школы, 12 сентября открылась Центральная больница Кировского района (имени Семашко).
С мая 1944 года недостроенное Кировское трамвайное депо на улице Промышленной (ныне улица Физкультурная) стало использоваться для ремонта и обслуживания вагонов, работающих на Безымянском направлении (маршруты № 3 и № 8). Кировское депо находилось на балансе Наркомата авиационной промышленности, в 1948 году оно передано на баланс Куйбышевского трамвайно-троллейбусного управления. К 16 ноября 1951 года Кировское депо было достроено и полностью введено в эксплуатацию.
К 1945 году в Куйбышеве и Куйбышевской области работало 13 заводов НКАП (эвакуированных и смонтированных на новом месте): № 1 (бывший самолётостроительный завод № 122), № 18 (бывший самолётостроительный завод № 295), № 24 (бывший моторостроительный завод № 337), а также № 35, 52, 53, 57, 145, 165, 207, 305, 454, 481.

## Историческая застройка
Массовое жилищное строительство на Безымянке в начале 1940-х годов осуществлялось в соответствии с Генеральным планом города Куйбышева с внесёнными в него в 1937 году (в связи с решением о строительстве гидроэлектростанции на Волге) и 1940 году (в связи с решением о строительстве на Безымянке комплекса авиационных заводов) изменениями. План застройки был подготовлен «Госпроектстроем» по американскому образцу (параллельно-перпендикулярная застройка, «авеню—стрит»), поэтому сеть улиц имела не словесные, а номерные обозначения, как это принято в США.
Улицы, параллельные железной дороге:
- Первая улица Безымянки (с 1949 Физкультурная)
- Вторая улица Безымянки (с 1949 Победы)
- Третья улица Безымянки (с 1949 Свободы)
- Четвёртая улица Безымянки (с 1949 Вольская)
- Пятая улица Безымянки (с 1949 Красноярская, с 1972 Проспект Юных пионеров)
- Шестая улица Безымянки (с 1949 Ставропольская)[12]
- Седьмая улица Безымянки (с 1949 Нагорная)
- Восьмая улица Безымянки (с 1949 Черемшанская)
- Девятая улица Безымянки (с 1949 Мирная)

Улицы, перпендикулярные железной дороге:
- Первая линия Безымянки (с 1949 Пугачёвская)
- Вторая линия Безымянки (с 1949 Кузнецкая)
- Третья линия Безымянки (с 1949 Советская)
- Четвёртая линия Безымянки (с 1949 Металлистов)
- Пятая линия Безымянки (с 1949 Юбилейная)
- Шестая линия Безымянки (с 1949 Севастопольская)
- Седьмая линия Безымянки (с 1949 Каховская)
- Восьмая линия Безымянки (с 1949 Краснодонская)
- Девятая линия Безымянки (с 1949 Воронежская)
- Десятая линия Безымянки (с 1949 Калинина)
- Одиннадцатая линия Безымянки (с 1949 Ново-Вокзальная)
- Двенадцатая линия Безымянки (с 1949 Александра Матросова)[13]
- Тринадцатая линия Безымянки (с 1952 Средне-Садовая)

## Современное состояние
Безымянка подразделяется на несколько частей:
- Безымянка — жилой массив к северу от станции Безымянка входит в состав Советского, Промышленного и частично Кировского районов.

Основные улицы — Вольская улица, улица Победы,  Александра Матросова, Ново-Вокзальная, 22 Партсъезда, проспект Кирова, Физкультурная улица. Восточная граница — улица Пугачёвская (ранее носившая название Первая линия Безымянки). С западной стороны примыкает микрорайон «Машстрой» (основанный в 1941 году в связи с эвакуацией в Куйбышев завода «Металлист»).
- Авиагородок — жилой массив к востоку от станции входит в состав Промышленного района.

Основные улицы — проспект Кирова, Заводское шоссе, улица Железной Дивизии.
Микрорайон Авиагородок часто путают с микрорайоном Юнгородок, либо включают его в состав последнего, в связи с близостью к станции метро «Юнгородок».
- Юнгородок — промышленно-жилой массив к востоку от станции Безымянка входит в состав Промышленного района. Границы микрорайона ограничиваются станцией метро «Юнгородок», улицей Береговой, железнодорожной платформой «Мирная» (ранее носила название «139 км») и заканчивающийся улицей Земеца (бывшая Псковская, переименована в 2007 году согласно постановлению Главы города Самары Виктора Тархова в честь директора Куйбышевского авиационного завода № 18), часть Заводского шоссе.
- Западный — промышленно-складской массив к юго-западу от станции Безымянка, входит в состав Промышленного и частично Советского районов.

Основные улицы — Заводское шоссе, Кабельная улица, улица 22 Партсъезда.
- БТЭЦ (Безымянская ТЭЦ) — вся территория входит в состав Промышленного района.

## Предприятия
- Ракетно-космический центр «Прогресс» (бывшие «ЦСКБ» и «Прогресс») — одно из ведущих предприятий российской ракетно-космической промышленности, производитель всемирно известных ракет-носителей семейства «Союз» (в годы Великой Отечественной войны — производитель самолётов Ил-2, Ил-10, МиГ-3).
- ОАО «Авиакор — авиационный завод» — самарский авиационный завод, производитель самолётов Ту-154 (один из самых массовых самолётов гражданской авиации РФ и СНГ) и Ту-95 (тяжёлый дальний бомбардировщик-ракетоносец), в годы Великой Отечественной войны — производитель самолётов Ил-2 и Ил-10.
- Самарский металлургический завод.
- ОАО «Самарский подшипниковый завод» (бывший завод «Сажерез», «9-й Государственный подшипниковый завод») — крупный завод, экспортирующий свою продукцию в десятки стран мира, в годы Великой Отечественной войны выпускавший первые подшипники для фронта, корпуса мин, миномётов.
- ОАО «Старт» (бывший «Завод аэродромного оборудования»). В годы Великой Отечественной войны производил вооружение для прославленных штурмовиков Ил-2 и Ил-10.
- ООО «Ремонтный завод № 21». В годы войны завод выпускал датчики позывных, звуковые генераторы, аппараты «Морзе», ремонтировал для фронта полевые мелкогабаритные ранцевые радиостанции.
- ОАО «Металлист-Самара» (бывший завод № 525). В годы ВОВ выпускал авиационный пулемёт ШКАС, а затем его модернизированную модель — ШКАСМ, авиационную пушку НР-23.
- ОАО «Самарский жиркомбинат». Строительство началось в октябре 1946 года. За три года были построены здания двух основных и двух вспомогательных цехов, смонтировано оборудование для переработки растительных масел. Первая очередь Куйбышевского жиркомбината мощностью 6 тысяч тонн в год введена в эксплуатацию в 1949 году. Предприятие производило столовый маргарин «Молочный», позднее — маргарины «Сливочный» и «Витаминный». В 1987 году построен комплекс по производству мягких наливных маргаринов, в 1998 году запущено новое оборудование по выпуску мягких масел. С 2002 года Самарский жиркомбинат входит в группу компаний «Нижегородский масложировой комбинат».
- ЗАО «Самарская кабельная компания» (бывший «Куйбышевский завод кабелей связи»)
- Завод «Строммашина»
- ОАО «Гидроавтоматика» (бывший «Завод № 305») одно из крупнейших машиностроительных заводов России, осуществляющих производство агрегатов пневматических, топливных и гидравлических систем на все виды летательных аппаратов отечественного производства, крупнейшим поставщиком агрегатов гидравлических систем для стендов и автомашин, запасных частей и комплектующих к автомобилям.
- ОАО «Авиаагрегат» (бывший «Завод № 35», «Завод п/я 147») — в годы ВОВ изготавливал винты для самолётов разных марок, в настоящее время разрабатывает и выпускает шасси для различных самолётов и другое оборудование.
- ОАО «Кузнецов» («Завод № 24 им. Фрунзе») — в годы ВОВ производство авиационных двигателей, в настоящее время производство ракетных и авиационных двигателей).
- ЗАО «Самарский кислородный завод» — создан в 1942 году на основе эвакуированных кислородного (Воронеж) и карбидного (Запорожье) заводов. Располагался на Береговой улице. Обеспечивал потребности предприятий авиационной промышленности и фронта кислородом.

Наиболее крупные промышленные предприятия Самары сосредоточены в Юнгородке. С Юнгородка было начато в конце 1980 года строительство Куйбышевского метрополитена, здесь находится одноимённая станция метро (единственная наземная из 10 станций) и электродепо, где хранится и обслуживается подвижной состав метро.